# Ochna kirkii
Ochna kirkii är en tvåhjärtbladig växtart. Ochna kirkii ingår i släktet Ochna och familjen Ochnaceae.

## Underarter
Arten delas in i följande underarter:
- O. k. kirkii
- O. k. multisetosa

## Bildgalleri

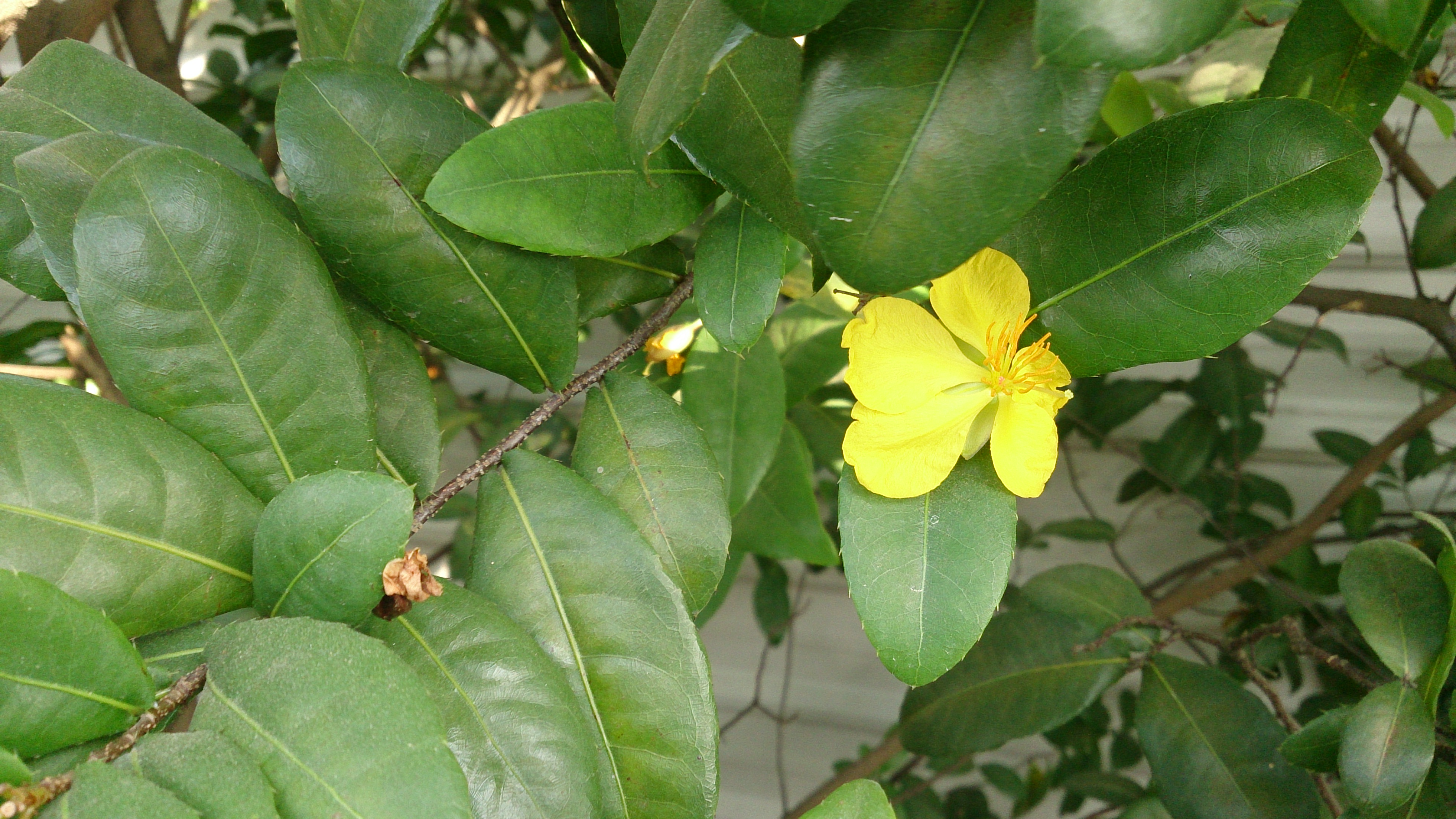
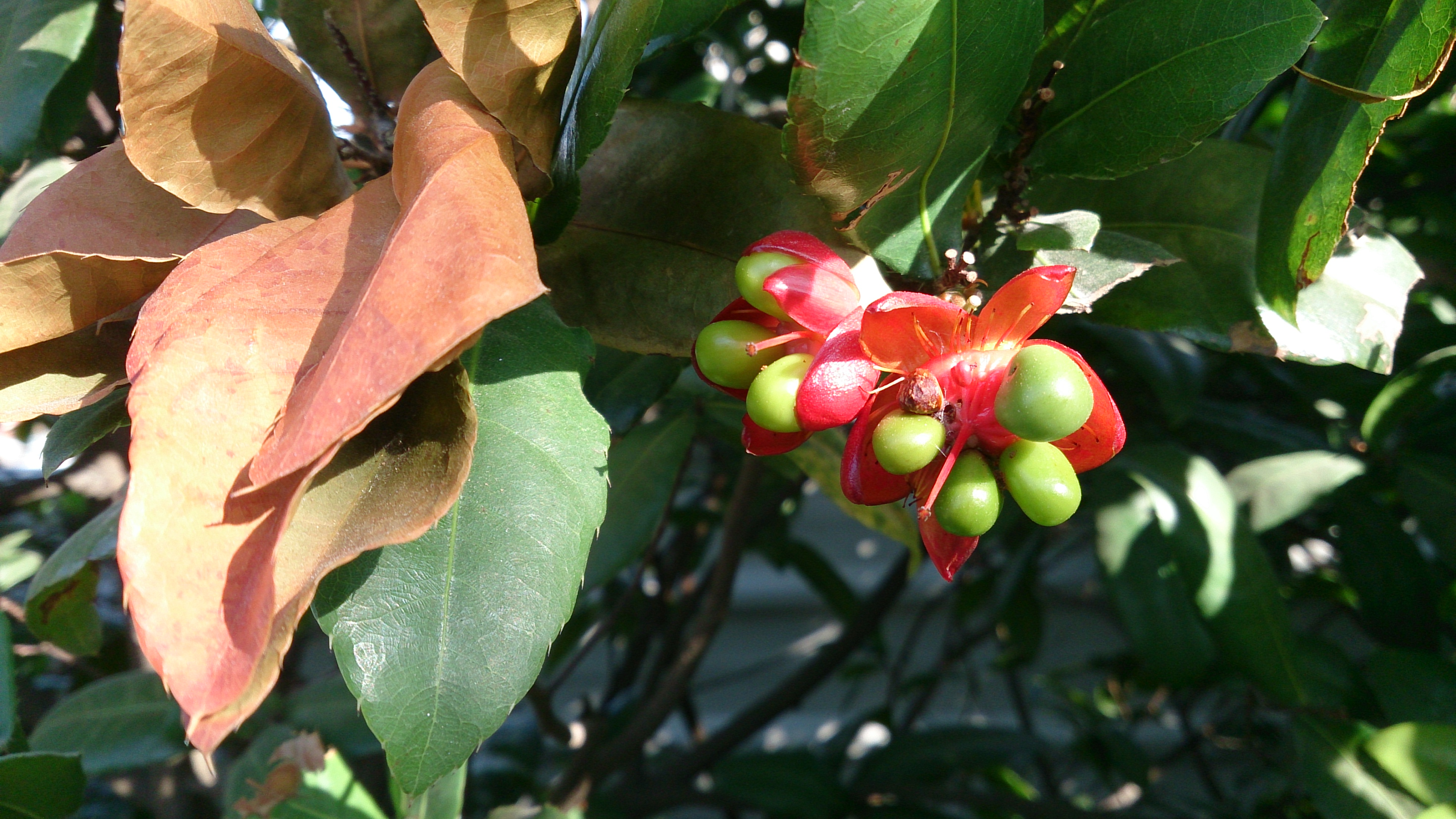
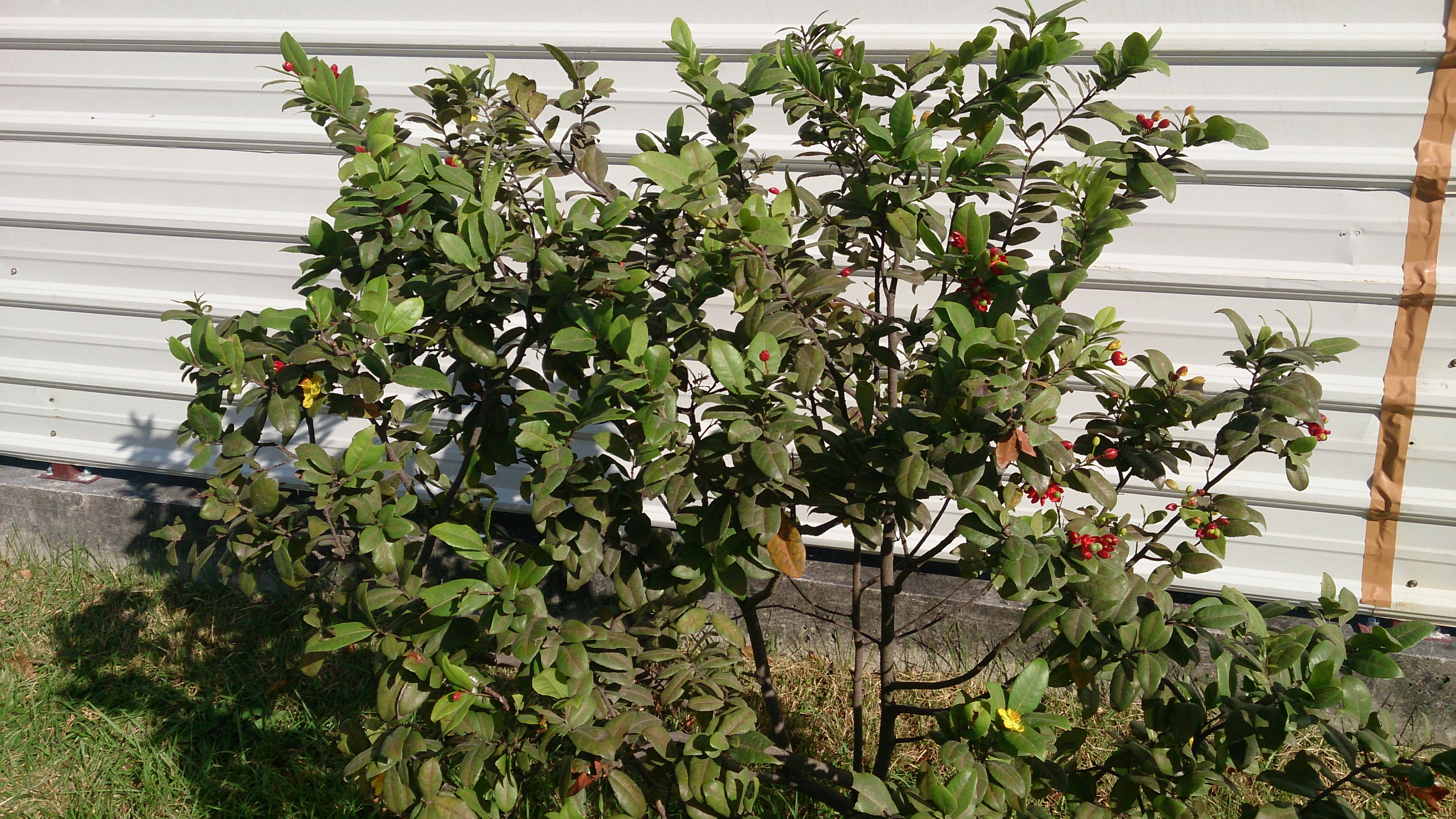
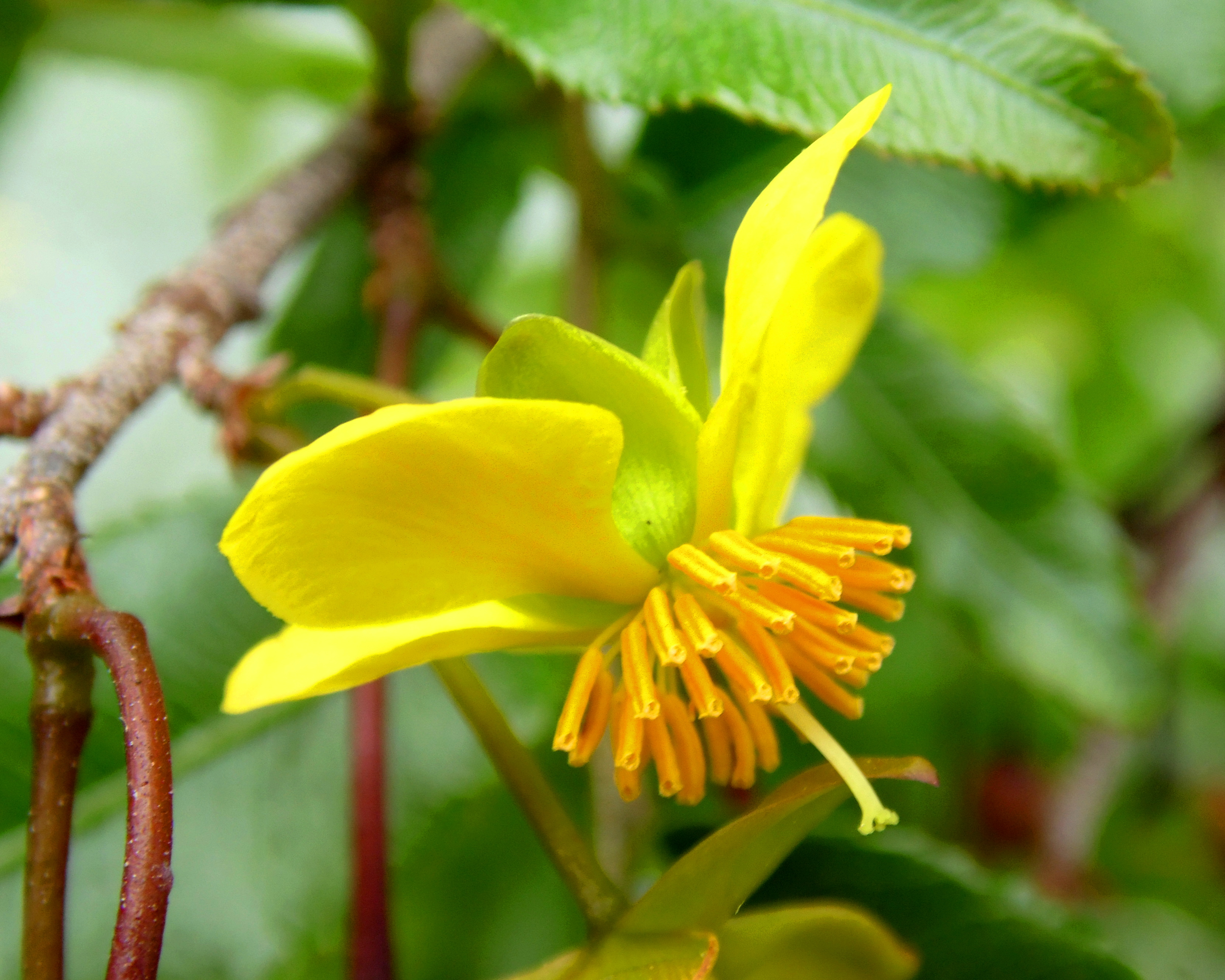
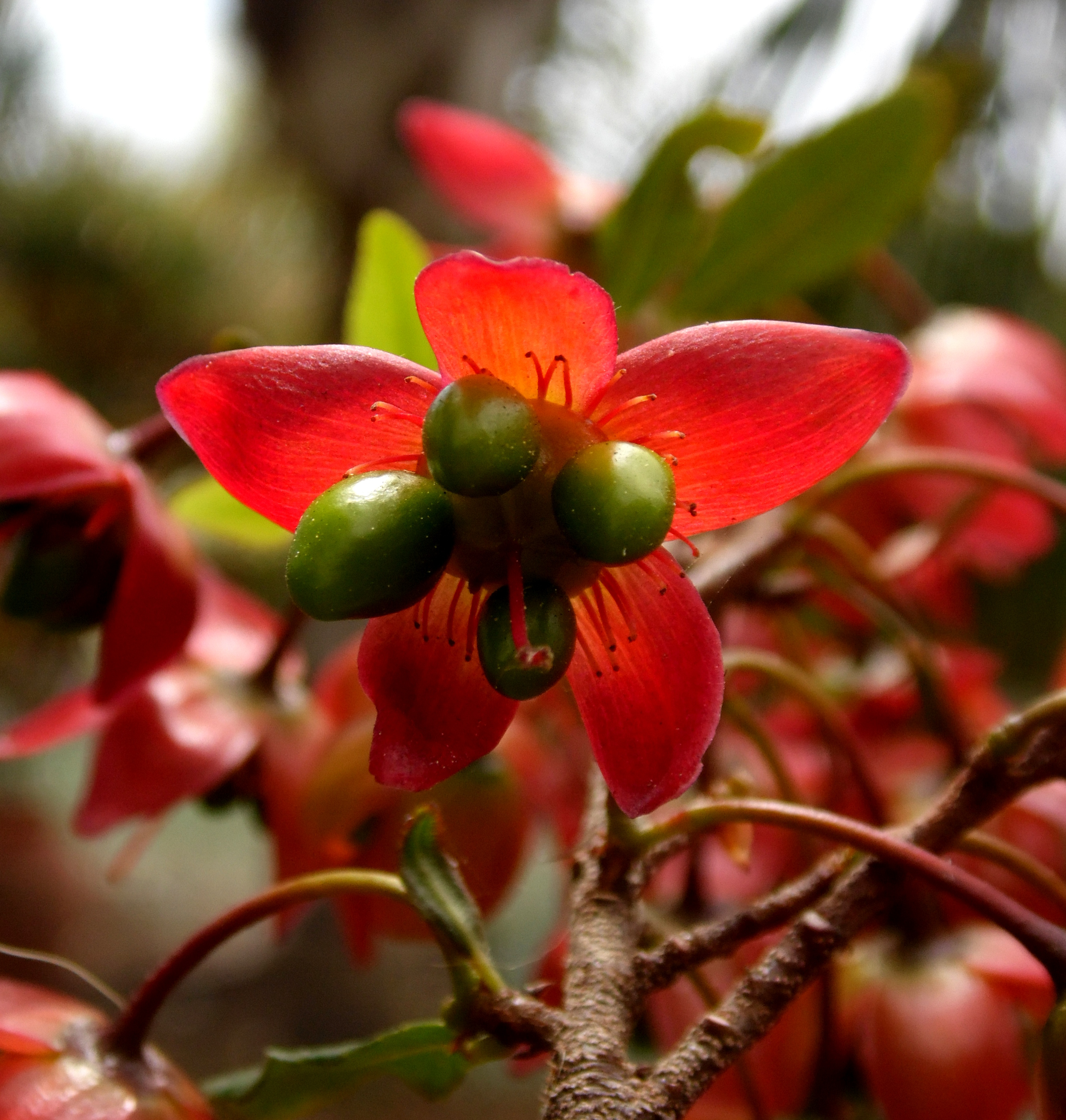
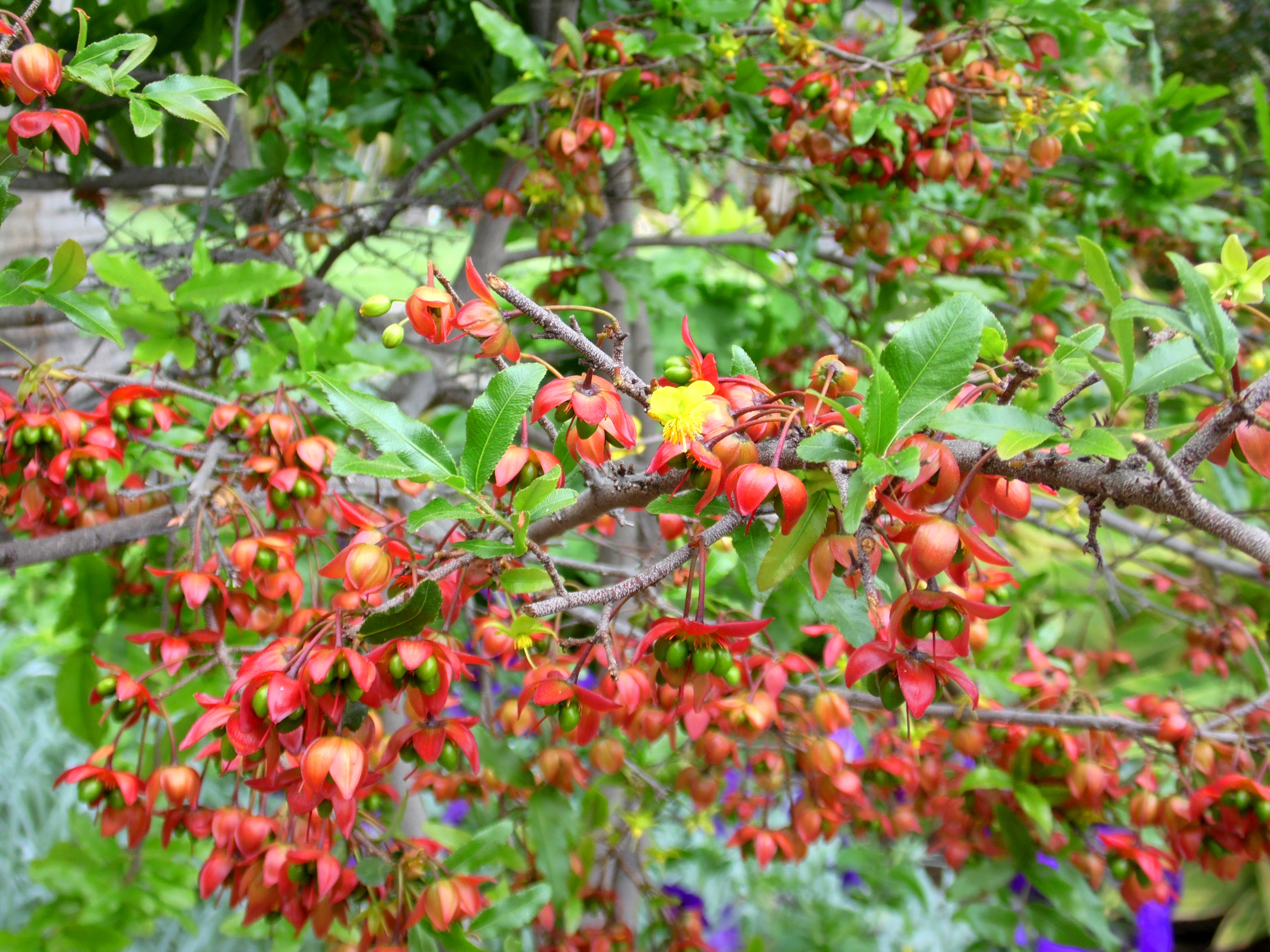